# Macromitrium trichophyllum
Macromitrium trichophyllum är en bladmossart som beskrevs av Mitten 1869. Macromitrium trichophyllum ingår i släktet Macromitrium och familjen Orthotrichaceae. Inga underarter finns listade i Catalogue of Life.